# Santuario de la Sierra (Montblanch)
El santuario de la Sierra (en catalán santuari de la Serra) es una iglesia y ex convento de hermanas clarisas del municipio de Montblanch, en la comarca de la Cuenca de Barberá. En el siglo XV, fue el segundo santuario con más peregrinos de Cataluña, después del monasterio de Montserrat. El convento de clarisas era el sexto más antiguo de Cataluña. Se venera en su interior la Virgen de la Sierra.
Está en lo alto del cerro de «La Serra». El edificio y el convento de hermanas clarisas datan del siglo XIII, pero han sufrido numerosos destrozos, saqueos, rehabilitaciones y construcciones añadidas. Las últimas cinco monjas se trasladaron en noviembre de 2008 a un convento de clarisas de la población de Reus.
El templo que se puede apreciar actualmente es de estilo gótico, muy sencillo, con capillas laterales como por ejemplo, las de santa Lucía o de santa Clara. También está la capilla del Santo Sepulcro, con la imagen de Jesucristo muerto, que es la que se saca en procesión por las calles de Montblanch el Viernes Santo por la noche. Hay varios sepulcros de abadesas del convento y de familias nobles de la villa.
Al lado del altar mayor está la Cruz Verde (o de las Virtudes). Es una cruz de término del siglo XII, muy venerada. Es románica, de jaspe verde, con una pequeña imagen de la Virgen María (35 cm) empotrada en la parte central. Tiene 118 cm y la parte superior de madera es más reciente ya que fue mutilada en el siglo XIX. A su lado hay una capilla, nexo entre la iglesia y el convento de las hermanas clarisas, celadoras de la imagen de la Virgen.
La imagen de la Virgen de la Sierra se encuentra en un camarín detrás del altar mayor. Se accede por unas escaleras construidas en los laterales del santuario. La imagen es una talla gótica de alabastro policromada del siglo XIII, probablemente de origen italiano. Muestra la Virgen a tamaño real (175 cm y 371 kg). Fue coronada canónicamente en 1906 y desde entonces cada 25 años se celebra una fiesta de conmemoración extraordinaria. Está custodiada por cuatro imágenes de mujeres bíblicas: Raquel, Salomé, Rebeca y Judit.
Anteriormente había otra imagen de María de alabastro del siglo XVII de medio metro, pero que se perdió durante la Guerra Civil, en el año 2006 se ha realizado una nueva llamada «Imagen pequeña de la Virgen».
El muro tras el altar mayor está pintado del siglo XX, ya que durante la guerra civil española quedó totalmente dañado. Se puede observar diversas escenas de la vida de María, la presentación en el templo, la Anunciación, la visita a Isabel y el nacimiento de Jesús. En la parte baja está representada la muralla de Montblanch y varios devotos de la Virgen.
En el exterior del santuario hay una plaza con bancos y una fuente. A un lado de la plaza queda el santuario y en el otro está la calle Subida de la Serra que va hacia el Portalet de la Serra y entra en la villa al lado del antiguo hospital de Sant Marçal. También se accede a la plaza de la Serra por el paseo Conangla i Fontanilles. 

## Historia

### Fundación

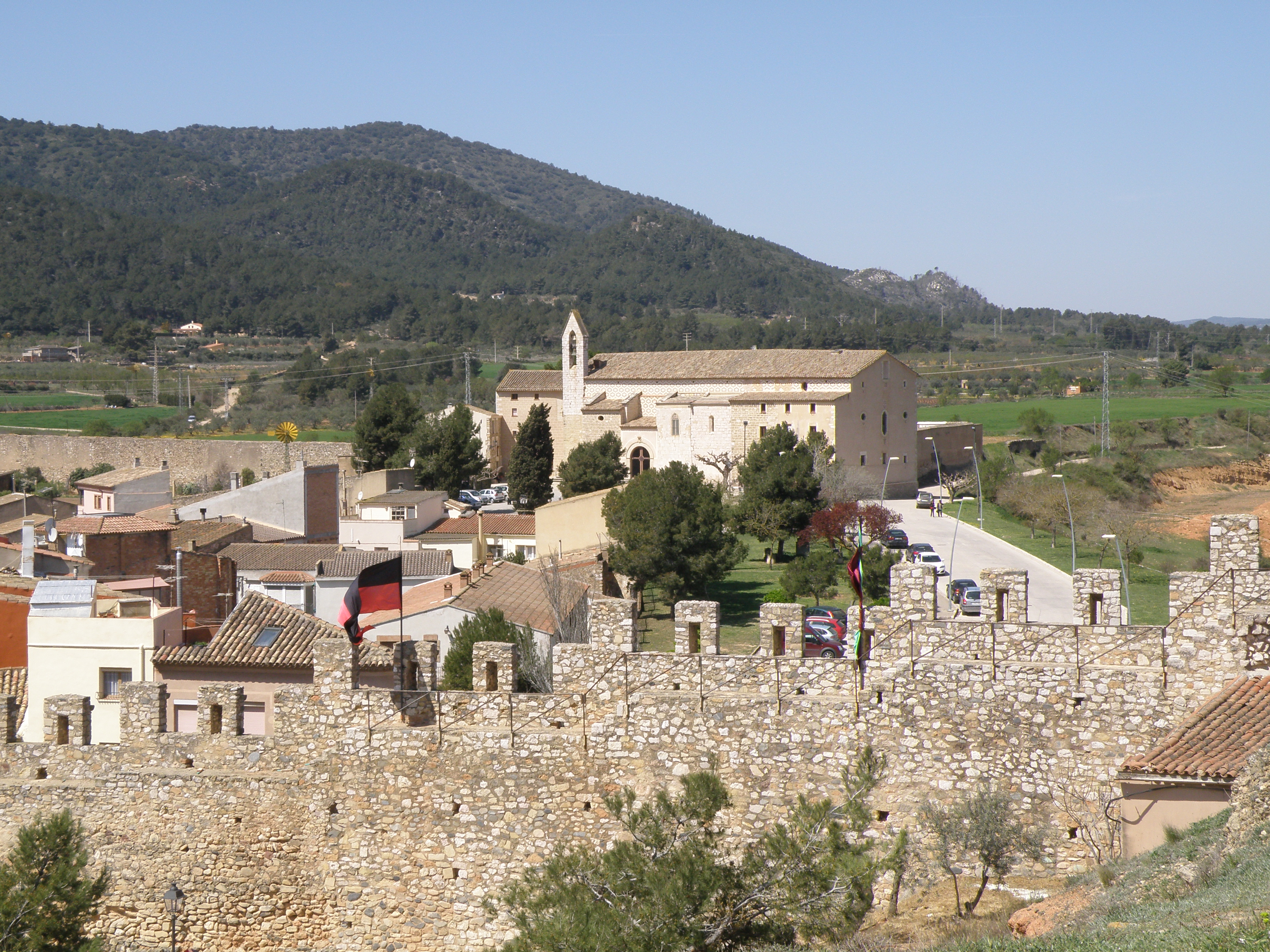
Vista del santuario y población.

El 20 de enero de 1296 se firmó, por parte de la princesa bizantina Eudoxia Láscaris y de varios nobles de Montblanch, el documento fundacional del Santuario de la Serra. Decía, en latín, por parte de los nobles: «Prometemos, con firme y solemne convenio que de ninguna manera ni nosotros ni dicha universidad (Ayuntamiento) no actuaremos en contra de dicha donación y concesión vitalicia».
El lugar escogido no fue casual, dice la leyenda que la imagen de la Virgen se detuvo allí, pero se sabe que en lo alto del cerro había una Cruz Verde de término (hoy dentro del santuario) que decían que señalaba el lugar donde habían sido martirizados por los sarracenos cinco muchachos cristianos.
La infanta Láscaris se comprometía a construir una iglesia y un convento de Sors menores de Santa Clara de Asís. La monja Tordre de Santa Clara, pidió al rey Jaime II de Aragón en 1311 las piedras de la poco antes derribada sinagoga de la judería de Montblanch, para las obras de construcción de la primitiva iglesia de la Serra.

### Devoción

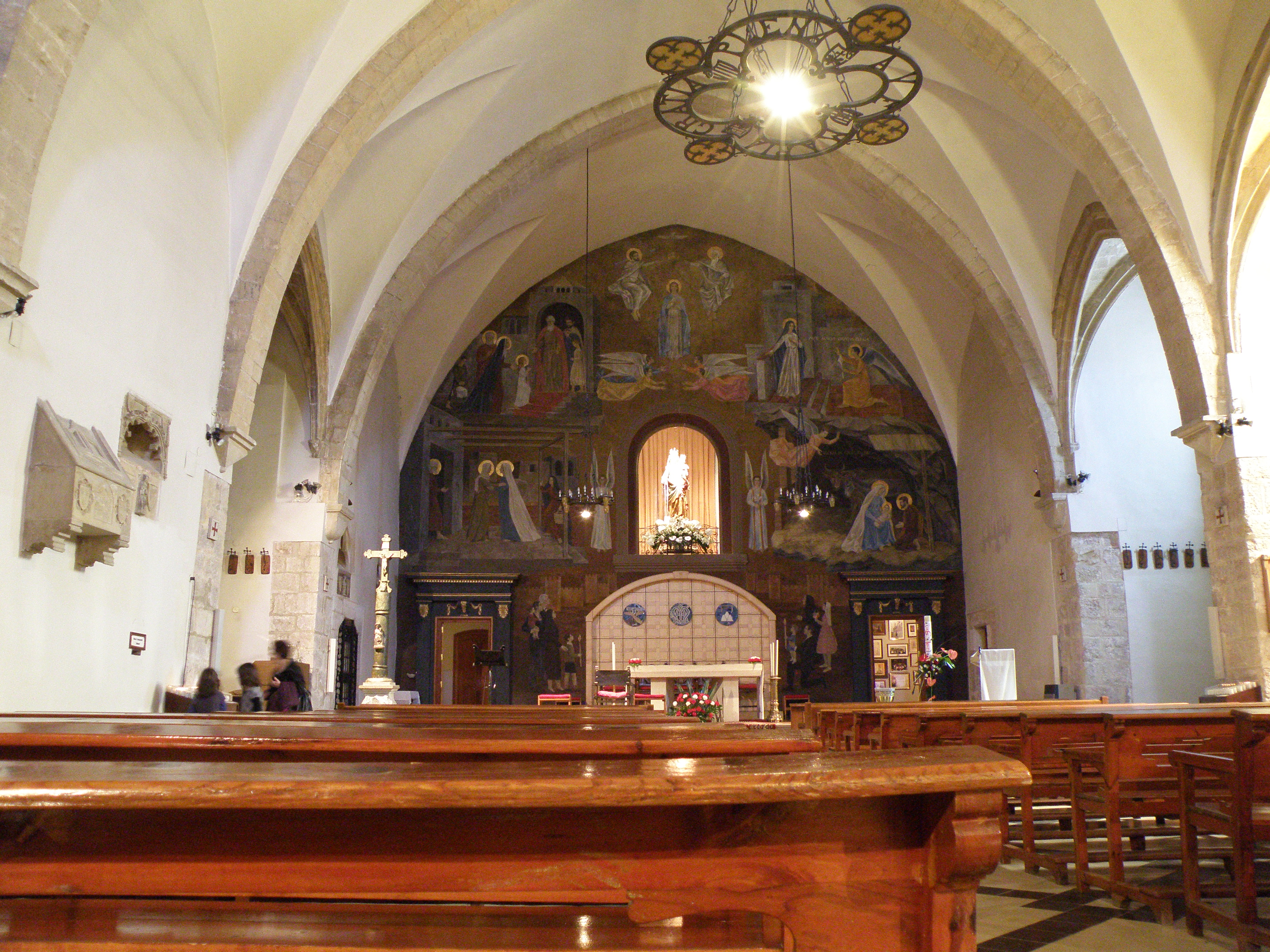
Interior del Santuario.

La iglesia se consagró en 1365 y el santuario pronto corrió su fama por toda Cataluña hasta llegar a ser el segundo más visitado (detrás de Montserrat) durante la época medieval. Varios papas de Roma concedieron indulgencias a los peregrinos que visitaran la Serra y diferentes monarcas catalanes le concedieron al santuario regímenes fiscales y jurídicos favorecedores.
A lo largo de los siglos aumentó la devoción por la Virgen, que fue declarada patrona de Montblanch y de toda la Cuenca de Barberá, se sacaba numerosas veces en procesión (la imagen pequeña) por las calles de Montblanch en súplica de lluvias o en años de epidemias.
Durante la Guerra del Francés sirvió de cuartel a tropas francesas, que evitaron dañar la iglesia, haciendo marchar a las monjas y quedándose en el convento. La imagen de la Virgen se trasladó casi a escondidas a la iglesia de Santa María de la misma ciudad. En 1811 las expulsaron los somatenes catalanes pero el conjunto de los edificios quedó muy dañado.
Poco después de la guerra, el párroco Maties Jové ganó cinco mil duros en el sorteo de lotería de Madrid y se pudo a reconstruir el santuario. En 1816, en medio de unas grandes fiestas, la imagen fue devuelta al santuario.
En 1835, durante la revuelta anticlerical, se lanzó la imagen del siglo XIII desde arriba de su camarín, resultando muy dañada. Años más tarde se restauró, aunque todavía hoy se pueden apreciar algunos daños en el manto de la Virgen y en un brazo del niño Jesús.

### Coronación canónica
En 1906 se coronó canónicamente la Virgen. Sólo cinco imágenes habían sido coronadas en toda España antes; Montserrat (1881), La Mercè de Barcelona (1888), la Misericordia de Reus y la Virgen de Reyes de Sevilla (1904) y la Virgen del Pilar de Zaragoza (1905). El papa Pío X firmó el acta de aprobación, el 10 de septiembre de 1905. Un año después, el 9 de septiembre de 1906, el Arzobispo de Tarragona, el Dr. Tomás Costa, presidía el oficio solemne de la coronación en la iglesia de Santa María llena a rebosar. Como anécdota, cabe mencionar que la corona fue pagada por montblanquines que residían en América.

### Fiestas conmemorativas
En 1926 se hicieron unas fiestas de conmemoración de la coronación. Fueron unas fiestas básicamente religiosas. En 1930 se hizo un referéndum local para cambiar la Fiesta Mayor de Montblanch al día 8 de septiembre, fiesta de la Virgen de la Serra. Así, al año siguiente, cuando se cumplían 25 años de la coronación se hicieron unas fiestas muy especiales ya que quedaban unidas la Virgen de la Serra y Montblanch a través de la Fiesta Mayor de la población.
Desde entonces se celebran grandes fiestas cada 25 años. La imagen grande de la Virgen se saca en procesión hasta la iglesia de Santa María, donde pasa la noche. Las calles de la villa se engalanan y se hacen multitud de actos de todo tipo durante una semana.
En 1936, milicianos republicanos se apropiaron de todos los objetos valiosos del santuario y destruyeron todo el mobiliario, todas las imágenes de santos y la imagen pequeña de la Virgen, pero, curiosamente, la imagen grande fue salvada de la destrucción religiosa por el mismo Comité Antifascista. Entonces el jefe de la Brigada Municipal, Anton Fotent, envolvió la imagen con papeles de periódico y trozos de chapa cruzada con cordeles, luego extendió una gruesa capa de yeso amasado, de modo que la figura de la imagen quedara disimulada, y, finalmente, la emparedó. En enero de 1939, la volvieron a sacar por las calles de Montblanch para celebrar el fin de la guerra.
En 1956 se celebraron las fiestas de Cincuentenario de la Coronación Canónica. Fueron unas grandes fiestas pero influenciadas por el régimen franquista. Se recuerda la imagen de la Virgen escoltada por militares, que le habían concedido el grado de Capitana General.
En 1981 se celebraron las fiestas más lucidas (75 º Aniversario de la Coronación). La dictadura había sido vencida definitivamente  y el ambiente fue muy especial. En 1996 se volvió a sacar la imagen, pero esta vez para conmemorar el 7 º Centenario de la llegada de la Virgen a Montblanch y la fundación del convento de monjas clarisas. En 2006 se celebró el Centenario de la Coronación Canónica con grandes fiestas y con la concesión de jubileo a los peregrinos de La Serra, otorgado por el papa Juan Pablo II.
El 26 de noviembre de 2008, la villa ducal de Montblanch se despedía de las últimas cinco hermanas clarisas de clausura que quedaban en el santuario. En un acto muy emotivo, presidido por el Arzobispo de Tarragona, el pueblo y el séquito popular de Montblanch vieron como se acababan 712 años de presencia de las hermanas celadoras de la imagen de la Virgen. Poco después de la marcha de las últimas clarisas, el grupo católico Seminario del Pueblo de Dios se hacía cargo del Santuario.

## Abaciologio del Monasterio
Las abadesas eran elegidas por sufragio de todas las monjas -entre 12 y 20, según los tiempos- entre una terna propuesta por el Arzobispo de Tarragona. Entonces se le rendía homenaje ante un representante del arzobispo y quedaba nombrada por tres años. A mediados de siglo XVII el cargo pasó a llamarse Presidenta.
| Núm. | Nombre                          | Período   | Reseña biográfica                                             |
| ---- | ------------------------------- | --------- | ------------------------------------------------------------- |
| 1    | Aldonça de Masdovelles          | 1296-?    | -                                                             |
|      | Raimunda de Masdovelles         | ?-1302    | Muere el 24 de junio de 1302, siendo abadesa                  |
|      | Alamanda de Masdovelles         | ?-?       | Abadesa en 1305                                               |
|      | G. Bateta                       | ?-?       | Abadesa en 1319                                               |
|      | R. Ricarda                      | ?-?       | Abadesa en 1329                                               |
|      | Agnès                           | ?-?       | Abadesa en 1330                                               |
|      | Constança de Llobets            | 1349-1378 | En 1330 ya consta como monja del santuario                    |
|      | Blanca Nuch                     | 1382-1392 | -                                                             |
|      | Blanca Alenyà                   | 1396      | En 1357 ya consta como monja del santuario                    |
|      | Annés Moliner                   | 1397-1399 | -                                                             |
|      | Aldonça de Vilafranca           | -         | Abadesa en 1412                                               |
|      | Beatriu Eroles                  | -         | Abadesa en 1535                                               |
|      | Caterina Mascarella             | -         | Abadesa en 1578                                               |
|      | Esperança Daniel                | 1594-1599 | -                                                             |
|      | Caterina Segura                 | 1599-1605 | -                                                             |
|      | Elisabet Osorio                 | 1606-?    | -                                                             |
|      | Jerònima Palau                  | -         | Abadesa en 1615                                               |
|      | Francesca de Soldevila          | -         | -                                                             |
| R    | Jerònima Palau                  | 1626-1629 | -                                                             |
| R    | Francesca de Soldevila          | 1629-1631 | -                                                             |
|      | Lluïsa de Llordat i d'Alenyà    | 1632-1635 | -                                                             |
| R    | Jerònima Palau                  | 1636-1637 | -                                                             |
| R    | Lluïsa de Llordat i d'Alenyà    | -         | Abadesa en 1638 y 1639                                        |
|      | Teresa Arau                     | -         | Ingresó en 1628 y era Abadesa en 1651                         |
| R    | Lluïsa de Llordat i d'Alenyà    | -         | Abadesa en 1652                                               |
|      | Victòria Estall                 | -         | Abadessa el 1665                                              |
|      | Maria Agnès Armant              | -         | Abadessa el 1666 i el 1670                                    |
|      | Clara Molner                    | -         | Abadessa el 1670                                              |
| R?   | Maria A. Armant                 | -         | Abadessa el 1678. Probablement és l'abadessa Armant anterior. |
|      | Bonaventura Pujalt              | 1679-1683 | -                                                             |
|      | Jerònima Magrinyà               | 1685-1688 | -                                                             |
|      | Margarida Busquets              | 1689-1690 | -                                                             |
| R    | Jerònima Magrinyà               | -         | Abadessa el 1700                                              |
| R    | Margarida Busquets              | -         | Abadessa el 1702                                              |
|      | Cecília de Potau                | -         | Abadessa el 1706 i 1707                                       |
|      | Maria Elisabet Alba             | -         | Abadessa el 1710                                              |
|      | Gertrudis de Gible              | 1712-1713 | -                                                             |
| R    | Margarida Busquets              | 1715-1718 | -                                                             |
|      | Maria Alberta Folch i Giner     | 1719-1723 | El 1722 fou denunciada per una novícia                        |
| R    | Maria Alberta Folch i Giner     | 1725-1726 | -                                                             |
| R    | Maria Alberta Folch i Giner     | 1728-1730 | -                                                             |
| R    | Maria Alberta Folch i Giner     | 1737-1740 | -                                                             |
| R    | Maria Alberta Folch i Giner     | 1742-1744 | -                                                             |
|      | Maria Àngela molins             | 1748-1750 | -                                                             |
|      | Gertrudis de Recasens           | 1751-1753 | -                                                             |
|      | Maria Francesca Alba i Foraster | 1754-1756 | -                                                             |
|      | Maria Teresa Mestre             | 1757-1758 | -                                                             |
| R    | Maria Àngela Molins             | -         | Abadessa el 1760                                              |
|      | Felícia oller i Dalta           | -         | Abadessa el 1763, 1767 i 1773                                 |
|      | Ignàsia Solsona                 | 1778-1779 | -                                                             |
|      | Maria Clara Josa                | 1781-1784 | -                                                             |
| R    | Maria Teresa Mestre             | -         | Abadessa el 1786                                              |
|      | Maria Cateria Vallosera         | 1789-1791 | -                                                             |
|      | Mònica Mestre                   | -         | Abadessa el 1792                                              |
| R    | Maria Clara Josa                | -         | Abadessa el 1795                                              |
|      | Maria Teresa Aixalà             | 1798-1813 | -                                                             |
|      | Josefa Maria de Castellví       | ?-1820    | -                                                             |
|      | Teresa Pons                     | 1827-1829 | -                                                             |
|      | Esperança Amorós                | 1830-1833 | -                                                             |
|      | Teresa Pous i Ríos              | 1833-1836 | -                                                             |
|      | Maria Paula Duch                | -         | Abadessa el 1846                                              |
|      | Marianna Pons                   | -         | Abadessa el 1847                                              |
|      | Maria Francesca Bergadà         | 1850-1853 | -                                                             |
|      | Maria Clara Trens               | 1853-?    | -                                                             |
| R    | Maria Paula Duch                | -         | Abadessa el 1858                                              |
| R    | Maria Francesca Bergadà         | -         | Abadessa el 1859                                              |
| R    | Maria Paula Duch                | 1863-1868 | -                                                             |
| R    | Marianna Pons                   | 1868-?    | -                                                             |
|      | Maria Rubió                     | -         | Abadessa el 1880                                              |
|      | Raimunda Batalla                | -         | Abadessa el 1888                                              |
|      | Josefa Maria Sabaté             | -         | Abadessa el 1897                                              |
|      | Teresa Vilalta                  | 1900-1903 | -                                                             |
|      | Dolors Barberà                  | 1903-1906 | -                                                             |
|      | Magdalena Mateu                 | 1906-1909 | -                                                             |
|      | Filomena Valls                  | 1909-1915 | Assassinada per anarquistes el 1936                           |
|      | Margarida Figuerola             | 1915-1921 | -                                                             |
|      | Sebastiana Grau Gili            | 1921-1939 |                                                               |
|      | Lluïsa Cabré Jané               | 1939-1942 | -                                                             |
|      | Presentació Sanahuja Gatell     | 1942-1948 | -                                                             |
| R    | Lluïsa Cabré Jané               | 1948-1951 | -                                                             |
| R    | Presentació Sanahuja Gatell     | 1951-1955 | -                                                             |
| R    | Lluïsa Cabré Jané               | 1955      | -                                                             |
|      | Gemma Bergadà Piñol             | 1955-1961 | -                                                             |
|      | Trinitat Oliveras Bes           | 1961-1964 | -                                                             |
|      | Purificació Piñol               | 1964-1973 | -                                                             |
|      | Concepció Llurba Borrull        | 1973-1981 | Muere el 14 de marzo de 2025                                  |
|      | Maria Celina Roca Espasa        | 1982-1984 | -                                                             |
| R    | Concepció Llurba Borrull        | 1985-2008 | Muere el 14 de marzo de 2025                                  |

## Leyenda
Según cuenta la leyenda, la infanta Eudoxia Láscaris, hija de Teodoro II Láscaris, llevaba una imagen de la Virgen María hacia Zaragoza. De repente, los bueyes que llevaban el carro donde se trasladaba la imagen se detuvieron. Los esfuerzos de los hombres para hacerlos volver a arrancar fueron inútiles. La infanta interpretó el suceso como que la Virgen quería quedarse en aquel lugar.
En ese lugar había una Cruz Verde de término que indicaba el lugar donde habían sido martirizados por los sarracenos cinco mozos cristianos. Así que era un lugar santo, y en ese cerro decidieron edificar una iglesia para la Virgen, era la colina de la Serra.
También se cuenta que la infanta cortó un dedo a la imagen para llevarlo a Zaragoza, en lugar de toda la imagen. De hecho, a la imagen de la Virgen le falta un dedo, claramente cortado, y que nadie sabe desde cuándo.